# Melipotis striolaris
Melipotis striolaris là một loài bướm đêm trong họ Erebidae.